# Tmesisternus dubius
Tmesisternus dubius är en skalbaggsart. Tmesisternus dubius ingår i släktet Tmesisternus och familjen långhorningar.

## Underarter
Arten delas in i följande underarter:
- T. d. saintaignani
- T. d. dubius
- T. d. rufithorax